# Détresse humaine
Pour plus de détails, voir Fiche technique et Distribution.
Détresse humaine (Human Driftwood) est un film muet américain d'Émile Chautard et Maurice Tourneur, sorti en 1916.

## Synopsis
Des années après avoir eu une brève aventure avec Myra, qui lui avait volé alors 20 000 $, Robert Hendricks part en Alaska pour rétablir l'ordre dans une ville minière. Il ne reconnaît pas Myra, qui tient un bastringue, et tombe amoureux de sa nièce Velma, pour qui Myra a déjà arrangé un mariage avec le riche et peu scrupuleux Lief Bergson. Quand Robert vient demander à Myra la main de Velma, elle lui révèle son identité et lui dit que Velma est en fait la fille née de leur courte liaison. Plus tard, quand Lief vient pour emmener Velma avec lui, lui et Robert commencent un duel au pistolet. Myra est touchée par une balle, mais avant de mourir elle confesse à Robert que Velma n'est pas sa fille. Robert tue Lief en le jetant dans une rivière glacée, et Velma et lui parlent de mariage. 

## Fiche technique
- Titre : Détresse humaine
- Titre original : Human Driftwood
- Réalisation : Émile Chautard et Maurice Tourneur[1]
- Scénario : Emmett Campbell Hall
- Photographie : John van den Broek
- Société de production : Shubert Film Corporation[2], Equitable Pictures[3]
- Société de distribution : World Film Corporation
- Pays d'origine :  États-Unis
- Langue originale : anglais
- Format : noir et blanc — 35 mm — 1,37:1 — Muet
- Genre : drame
- Durée : 50 minutes (5 bobines)
- Date de sortie :
  - États-Unis : 10 avril 1916
- Licence : domaine public

## Distribution
- Robert Warwick : Robert Hendricks
- Frances Nelson : Velma
- Leonore Harris : Myra
- Alec B. Francis : Père Harrigan
- Al Hart : Lief Bergson